# Carios yunkeri
Carios yunkeri är en fästingart som beskrevs av Keirans, Clifford och Harry Hoogstraal 1984. Carios yunkeri ingår i släktet Carios och familjen mjuka fästingar. Inga underarter finns listade.